# Данвілл (Каліфорнія)
Данвілл (англ. Danville) — місто (англ. town) в США, в окрузі Контра-Коста штату Каліфорнія. Населення — 43 582 особи (2020).

## Географія
Данвілл розташований за координатами 37°48′44″ пн. ш. 121°58′12″ зх. д. / 37.81222° пн. ш. 121.97000° зх. д. (37.812191, -121.969955).  За даними Бюро перепису населення США в 2010 році місто мало площу 46,69 км², уся площа — суходіл.

### Клімат
| Клімат : Данвілл        | Клімат : Данвілл | Клімат : Данвілл | Клімат : Данвілл | Клімат : Данвілл | Клімат : Данвілл | Клімат : Данвілл | Клімат : Данвілл | Клімат : Данвілл | Клімат : Данвілл | Клімат : Данвілл | Клімат : Данвілл | Клімат : Данвілл | Клімат : Данвілл |
| Показник                | Січ.             | Лют.             | Бер.             | Квіт.            | Трав.            | Черв.            | Лип.             | Серп.            | Вер.             | Жовт.            | Лист.            | Груд.            | Рік              |
| Абсолютний максимум, °C | 25,0             | 27,2             | 31,1             | 35,6             | 42,2             | 45,0             | 45,0             | 43,9             | 46,1             | 41,1             | 33,9             | 26,1             | 46,1             |
| Середній максимум, °C   | 13,3             | 16,1             | 18,9             | 21,7             | 25,0             | 28,3             | 31,7             | 31,1             | 30,0             | 25,0             | 17,8             | 13,3             | 22,7             |
| Середній мінімум, °C    | 3,9              | 5,6              | 6,7              | 7,8              | 10,0             | 12,2             | 13,9             | 13,9             | 12,8             | 10,0             | 6,1              | 3,9              | 8,9              |
| Абсолютний мінімум, °C  | −7,8             | −6,1             | −5,6             | −1,7             | 0,0              | −1,1             | 2,2              | 4,4              | 1,7              | −1,7             | −5,6             | −7,8             | −7,8             |
| Норма опадів, мм        | 73               | 76               | 60               | 26               | 12               | 2                | 0                | 1                | 6                | 22               | 47               | 66               | 391              |
| ----------------------- | ---------------- | ---------------- | ---------------- | ---------------- | ---------------- | ---------------- | ---------------- | ---------------- | ---------------- | ---------------- | ---------------- | ---------------- | ---------------- |
| Джерело:                |                  |                  |                  |                  |                  |                  |                  |                  |                  |                  |                  |                  |                  |

## Демографія
Згідно з переписом 2010 року, у місті мешкало 42 039 осіб у 15 420 домогосподарствах у складі 11 978 родин. Густота населення становила 900 осіб/км².  Було 15934 помешкання (341/км²).
Расовий склад населення:
| - 83,1 % — білих - 10,5 % — азіатів - 0,9 % — чорних або афроамериканців - 0,2 % — вихідців з тихоокеанських островів - 0,2 % — корінних американців - 1,2 % — осіб інших рас |

До двох чи більше рас належало 4,0 %. Частка іспаномовних становила 6,8 % від усіх жителів.
За віковим діапазоном населення розподілялося таким чином: 26,6 % — особи молодші 18 років, 59,0 % — особи у віці 18—64 років, 14,4 % — особи у віці 65 років та старші. Медіана віку мешканця становила 44,5 року. На 100 осіб жіночої статі у місті припадало 93,5 чоловіків;  на 100 жінок у віці від 18 років та старших — 90,3 чоловіків також старших 18 років.
Середній дохід на одне домашнє господарство  становив 182 664 долари США (медіана — 140 809), а середній дохід на одну сім'ю — 206 548 доларів (медіана — 161 650). Медіана доходів становила 140 127 доларів для чоловіків та 86 454 долари для жінок. За межею бідності перебувало 4,1 % осіб, у тому числі 5,1 % дітей у віці до 18 років та 5,4 % осіб у віці 65 років та старших.
Цивільне працевлаштоване населення становило 19 344 особи. Основні галузі зайнятості: освіта, охорона здоров'я та соціальна допомога — 20,3 %, науковці, спеціалісти, менеджери — 18,3 %, фінанси, страхування та нерухомість — 14,4 %.